# HRS Korsør
HRS Korsør (Tidligere Korsør Skibsværft) er et dansk reparationsværft, beliggende i Korsør. Værftes historie kan spores tilbage til 1800-tallet.
Skibsreparationer er i dag ikke en af HRS Korsør's primære arbejdsområde, firmaet har dog et beddinganlæg som tager 12-15 skibe ind om året, samt et kajanlæg hvor der foretages reparationer. De tager også ud og laver små-reparationer på skibe rundt om i landet. 
Firmaet står bl.a. for reparation af de fleste af Flådestation Korsørs stålskibe. Men da flere og flere af flådens skibe bliver bygget i glasfiber, bliver der også mindre og mindre at lave på for firmaet på skibsområdet.